# Mořská voda

Složení mořské vody – ilustrace ukazuje celkový poměr jednotlivých prvků a aniontů v mořské vodě

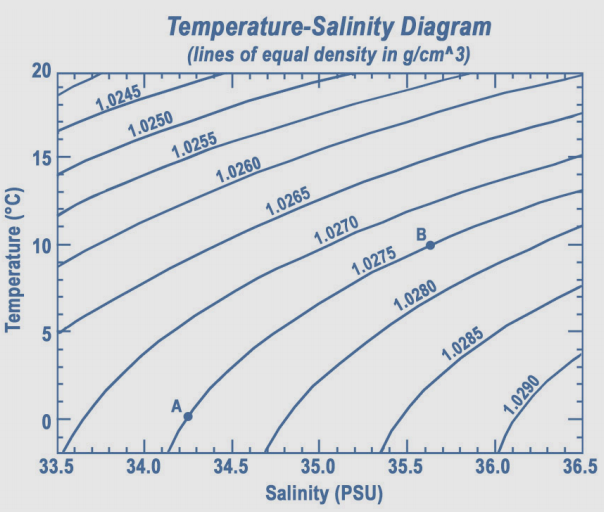
Diagram změn hustoty vody dle teploty a slanosti

Slaná voda nebo mořská voda je voda z moře, oceánu nebo slaného jezera, která obsahuje chemické látky způsobující její slanost (salinitu). Slaná voda na Zemi obsahuje množství chemických látek, ale pouze malá část látek je zastoupena výrazněji. Zastoupen je především chlorid sodný, sírany, uhličitany a jiné soli (které všechny dohromady tvoří mořskou sůl), dále plyny jako dusík, kyslík či CO2. Ostatní chemické látky jsou přítomny v minimální koncentraci. Slaná voda má mj. odlišnou hustotu a teplotu tuhnutí než sladká voda.
Mořská voda má v pozemských oceánech a mořích průměrnou salinitu kolem 3,5 %. To znamená, že každý kilogram mořské vody obsahuje přibližně 35 gramů rozpuštěné soli. (Většinou, ne vždy, se jedná o ionty chloridu sodného: Na+, Cl−.) Průměrná hustota mořské vody na Zemi je na povrchu oceánu 1,025 g/ml. Taková slaná voda mrzne v průměru až při teplotě −2 °C. Mořská voda má vyšší hustotu než sladká voda – ta dosahuje maximální hustoty 1,000 g/ml při teplotě 4 °C. 
Mořská voda by se v žádném případě neměla pít. Hrozí předávkování organismu solí, selhání ledvin a smrt.
Světový oceán také obsahuje různé kovy, přičemž jejich významným zdrojem jsou podmořské hydrotermální prameny. V minulosti byla salinita vyšší.

## Salinita
Mořská voda obsahuje množství iontů, které mají buď kladný, nebo záporný náboj. Nejvíce zastoupeny jsou záporné ionty (anionty) chloru a kladné ionty (kationty) sodíku, které dohromady vytvářejí mořskou sůl, známou jako kuchyňská sůl. Ta tvoří 85 % ze všech rozpuštěných látek v mořské vodě.
Teplota tání (bod tuhnutí) mořské vody se vlivem salinity pohybuje kolem −1,8 °C.
| Látka  | %      | Látka   | %      |
| ------ | ------ | ------- | ------ |
| kyslík | 85,84  | síra    | 0,091  |
| vodík  | 10,82  | vápník  | 0,04   |
| chlor  | 1,94   | draslík | 0,04   |
| sodík  | 1,08   | brom    | 0,0067 |
| hořčík | 0,1292 | uhlík   | 0,0028 |